# Hak murarski

1. ściana; 2. hak murarski; 3. łata murarska; 4. układana glazura

Hak murarski – połączenie masywnego gwoździa i wygiętego płaskownika. Najczęściej wykonany z kutej stali. Haki służą do mocowania łat murarskich, listew i innych elementów do ściany bez ich uszkadzania.